# Róger (João Pessoa)
Róger é um bairro da zona norte da cidade brasileira de João Pessoa, capital da Paraíba. Apresenta população de 10.215, segundo dados de 2000 do Instituto Brasileiro de Geografia e Estatística (IBGE). O bairro faz divisa ao norte com o Varadouro, a sudoeste com o Centro de João Pessoa, ao sul e leste com Tambiá, a nordeste com Padre Zé e ao norte com a área de manguezal do rio Paraíba. Segundo fontes antigas essa insularização altimétrica seria onde Martim Leitão pretendia fundar a acrópole mas segundo ele a distância até o cais do porto ficaria excessiva visto que o lime norte já era o complexo franciscano que hoje tem seus fundos no lime oeste-meridional desta entidade antrópica (as peninsularizações e insularizações altimétricas nessa zona são várias e não apenas nesta, razão pela qual a indecisão do mesmo que acabou por optar pela proximidade do cais e altimetria, apesar de o mesmo claramente ter preferido a vista da elevação mais a norte que dava tanto para o cais quanto para a costa de modo estratégico a observar movimentações militares suspeitas e invasoras - mas isso poderia ser uma desvantagem pois ficariam mais expostas suas torres a possível pirataria apesar de a boca da reentrância a norte ser denominada "iwa" ou seja dura para tomar vide as 8 expedições fracassadas entre ibéricos e batavos, enquanto na posição actual as copas altas das árvores nas colinas adjacentes acabavam por mimetizar a urbe na paisagem o que melhorava seu clima e também suas defesas).

## Características
O bairro é subdividido em duas áreas denominadas Alto Róger e Baixo Róger. A parte alta, tal como o próprio nome já diz, está situada em um platô, próximo ao vale do rio Sanhauá. Em virtude da grande proximidade com o Centro da cidade, o Alto Róger é praticamente considerado um bairro semicentral, tal como o Tambiá. Já a parte baixa do bairro é uma espécie de «Novo Róger», visto ser bem menos antigo que o Alto e ser formada a partir de uma aglomeração de migrantes do interior do estado e de estados vizinhos, como Pernambuco. Há ainda um terceiro sub-bairro que é descontíguo no tecido antrópico graças ao vale do Tambiá, afluente do Bombas que fica na parte alta do lado oposto sendo o vale em boa parte um parque zoo botânico e do outro lado uma propriedade privada com boa área preservada da bacia urbana como tantas outras (graças a esta a zona não foi invadida por construções irregulares como outros trechos da bacia e de outras bacias), gerando por tanto uma insularização altimetrico antropica que se ve claramente em mapas físicos mais detalhados. Esse plato sedimentar é um pouco menos alto visto in loco embora nos mapas altimétricos pareça a diferença ser um pouco menor. Este terceiro sub-bairro tem a denominação do botânico que fundou o aerópago de Itambé quase na divisa dos 2 maiores estados do saliente que gerou as lojas que pariram grandes eventos desde 1817 a 1824 ou seja a unica rebelião contra Portugal que prosperou por meses além conspiração de origem separatista e a segunda a primeira do mesmo tipo contra o Brasil. Mas como é insularizante acaba sendo mais íngreme na maior parte dos lados onde há um pequeno istmo altimétrico estreito ligando-o ao plato sedimentar do bairro vizinho onde o vale avança e o vale vizinho acaba por separar o tecido antrópico do outro bairro e trecho da zona setentrional (algo comum na cidade graças ao estágio natural de platôs sedimentares lembrando ilhas antrópicas ou arquipélago antrópico - alguns visitantes intra-regionais de outras sedes estaduais vizinhas com estágio natural divergente em sites que discutem temas antrópicos a exemplo do skyscrapercity confundem o facto com a parte antrópica, acusando as rodovias que funcionam como auto-estradas quando passam dentro do tecido urbano e as auto-estradas como causa de tal, mas sua análise é pouco criteriosa pois conhecendo menos o terreno e se engajando menos na análise das causas buscando meros diferenciais entre estas cidades apenas tenta explicar de um modo mais superficial; o próprio estágio natural também explica a origem e expansão tardia em ilhas na floresta facilitadas pela questão do plato rasgado pelo sistema fluvial ou seja por que e como o tecido antrópico cresceu de modo divergente de outras sedes onde o índice de conurbação entre as zonas é maior pois são geralmente planícies costeiras plenas e as poucas elevações são isoladas do antropismo a exemplo do parque das dunas e os rios também não são associados a vales profundos a exemplo do Recife, o que facilita bastante a divergência formando um padrão único). Aracaju e Fortaleza também seguem o padrão planície plena idem Maceió, etc. Em Salvador vemos mares de colinas sedimentares no hinterland da península mas foram invadidas por antropismo caótico e irregular de migração descontrolada a exemplo de trechos de zonas de vales do condado em referência inicial; além disso são já sistemas acolinados de menor extensão que se repetem e a autossomia média também diverge.
O Alto Róger é considerado um bairro de classe média e média—baixa, enquanto o Baixo apresenta renda per capita menor e índices de criminalidade maiores. A constituição populacional também se altera e as próprias características da ocupação espacial mais desordenada e densa na parte mais baixa do bairro. A maior parte da população se encontra na área baixa do bairro, que claramente poderia ser subdividido em dois bairros, visto as diferenças óbvias entre o Alto, mais similar ao Centro da cidade e Tambiá (uma espécie de pequeno prolongamento de tal bairro), e o Baixo, mais similar ao Varadouro e outros bairros limítrofes.
O Alto Róger, mais antigo e tradicional (um tanto decadente, já que o ápice socioeconômico deu-se entre na primeira metade do século XX), atualmente é habitado por famílias sobretudo de classe social «C», enquanto o baixo — mais recente — por famílias de classe «D», muitas dos quais migrantes e seus descendentes estabelecidos nas últimas décadas (segunda metade do século XX).
O sudeste do bairro é mais desenvolvido e a parte noroeste a mais carente devido à localização em relação ao centro comercial da cidade. Na parta baixa, localiza-se a Penitenciária Desembargador Flósculo da Nóbrega, mais conhecida como «Presídio do Róger».
O Róger é atendido por duas linhas de ônibus: a 002 (Róger/Clube Guarany) e a A002 (Róger/Alto Róger). Ambas possuem o seu terminal no Conjunto Asa Branca, próximo ao Presídio do Róger.

## História
Primeiramente, famílias de maior poder aquisitivo colonizaram as partes mais antigas do bairro, na parte alta. Posteriormente, com o desenvolvimento de João Pessoa no sentido leste (litoral), em meados do século XX, as elites da cidade foram saindo da zona norte, onde o Róger se situa e migrando para as praias, até então apenas zona de veraneio (na primeira metade do referido século a zona norte ainda era o lar das famílias mais abastadas, e bairros como Tambiá eram elitistas, enquanto hoje são habitados pela classe «C»).
O Alto Róger era um bairro de classe «B» em torno da década de 1920. Já em 1975, suas partes mais setentrionais e distantes do centro já apresentavam sinais de urbanização irregular e desordenada. O estado urbanizou a avenida Epitácio Pessoa e expandiu a zona norte em direção a leste (praias), e isso foi esvaziando a zona norte ocidental da cidade cada vez mais, o que se refletiu em bairros antigamente tradicionais como o Alto Roger e Tambiá–Centro, que foram perdendo seu poder aquisitivo e sendo repovoados por famílias de renda mais baixa. Mais tarde, comunidades foram crescendo além do Alto Roger (atual parte baixa do bairro), mas adotaram a denominação do bairro para evitar discriminação.

## Atrações e cultura
No Róger encontra-se o parque zoobotânico Arruda Câmara, popularmente denominado «Bica». O bairro também é conhecido por ser tradicionalmente muito cultural, destacando-se pela prática de grupos folclóricos(quadrilhas juninas e «alas ursas»), além de escolas de samba, com grande participação de seus moradores.
Em seu perímetro, acontecem vários eventos esportivos da cidade, como campeonatos de futsal e futebol, abrangendo clubes amadores de toda João Pessoa.